# بيترا بوزكوفا
بيترا بوزكوفا (من مواليد 7 ديسمبر 1965) وزيرة سابقة للتربية والشباب والرياضة في الحكومة التشيكية. تنتمي إلى الحزب الاشتراكي الديمقراطي التشيكي. في 1992-2006 كانت عضوا في مجلس النواب.
حصلت بوزكوفا على درجة الدكتوراه في القانون من جامعة تشارلز في عام 1989. بعد مسيرتها السياسية واصلت عملها في خطوات تعليمها وأصبحت محامية في أكفكس.

## الحياة الشخصية
تعيش بيترا بوزكوفا في براغ عاصمة جمهورية التشيك مع زوجها جوزيف كوتربا الذي يعمل مستشارًا ماليًا.